# Eva Renate Schmidt
Eva Renate Schmidt (* 7. April 1929 in Karlsruhe; † 13. Januar 2022) war eine deutsche evangelische feministische Theologin und Organisationsberaterin. Sie war eine der Pionierinnen der Frauenbewegung in der Evangelischen Kirche in Hessen und Nassau und der Gemeindeberatung in Deutschland.

## Leben und Wirken

### Kindheit, Ausbildung, Familie
Eva Renate Schmidts Vater war Pfarrer. 1949 legte sie ihr Abitur in Offenburg ab. Von 1949 bis 1953 studierte sie Theologie in Heidelberg und Basel, obwohl ihr der Vater davon abgeraten hatte, weil er für sie als Frau keine Chance in der Kirche sah. 1954 wurde sie  als eine der ersten Frauen ordiniert. Von 1954 bis 1959 war Eva Renate Schmidt in der Jugendarbeit tätig und arbeitete in Mannheim mit jungen Arbeiterinnen und Verkäuferinnen. Von 1959 bis 1963 leitete sie die Sozialabteilung im Burckhardthaus in Gelnhausen, von 1965 bis 1971 arbeitete sie als Direktorin der Einrichtung. 1971 ging Schmidt für zwei Jahre nach England und in die USA. An einem College in Rugby sowie an Universitäten in Houston und Pittsburgh studierte sie Volkswirtschaft und Soziologie. Zudem ließ sie sich zur Supervisorin in klinischer Seelsorgeausbildung sowie zur Gestalttherapeutin und Organisationsberaterin ausbilden. Von 1973 bis 1992 war sie Gründerin und erste Studienleiterin für Gemeindeberatung und Fortbildung in der Evangelischen Kirche in Hessen und Nassau (EKHN).

### Kirchliche Leitungsämter
Schmidts Versuch, in eine Leitungsfunktion in der Kirche zu gelangen, scheiterte zunächst. 1986 kandidierte Schmidt für das Amt der Stellvertreterin des Kirchenpräsidenten der EKHN, wurde aber nicht gewählt. Dagegen  wurde sie im selben Jahr zur stellvertretenden Präses der Synode der Evangelischen Kirche Hessen und Nassau gewählt. Dieses Amt behielt sie bis zum Eintritt in den Ruhestand.

### Einsatz für feministische Theologie
Eva Renate Schmidt förderte die feministische Theologie in unterschiedlichen Funktionen. So trug sie dazu bei, dass der Verein zur Förderung der Feministischen Theologie in der EKHN gegründet wurde. Gemeinsam mit Mieke Korenhof und Renate Jost gab sie die 1988 und 1989 erschienenen Bände Feministisch gelesen heraus. Darin finden sich Bibeltexte, in denen Frauen eine besondere Rolle spielen. Immer mehr Frauen machten sich in dieser Zeit auf die Suche nach den eigenen Wurzeln in der biblischen Tradition. 2006 war sie Mitherausgeberin der Bibel in gerechter Sprache. Bei der Weiterbildung von Pfarrerinnen und Pfarrern, Kirchenvorstehern und Kirchenvorsteherinnen und anderen ehrenamtlich Mitarbeitenden bestand sie darauf, dass unter den Teilnehmenden immer mindestens fünf Frauen waren. Zum Thema Führung und Leitung von Frauen in der Kirche bot sie Seminare an. In einem Artikel führte Eva Renate Schmidt aus, welche Folgen es hätte, wenn alle Frauen in der Kirche für einen Monat den Dienst verweigerten. Sie kam zu diesem Schluss: „Die Frauen tragen die Kirche, und die Männer leiten sie.“ In der Schweiz führte sie Seminare für Frauen in Führungspositionen durch.

### Arbeit als Beraterin
Eva Renate Schmidt führte zu Beginn der 1970er Jahre wissenschaftliche Methoden in die Seelsorge und die Beratungsarbeit der Kirche ein. Als Leiterin der Gemeindeberatung in der EKHN entwickelte sie die Einrichtung vor allem in der Aus- und Weiterbildung weiter. Zum Standardwerk wurde ihr Buch Beraten mit Kontakt, das sie 1995 gemeinsam mit Hans Georg Berg veröffentlichte. Darin stellt sie die Beratung als Prozess da, der mit dem Erstkontakt und dem Beratungsvertrag über die Datensammlung, die Diagnose und die Intervention bis zum Abschluss der Beratung führt. Ebenfalls zusammen mit Hans Georg Berg veröffentlichte sie 1983 das Buch Aufhören und Anfangen, das sich mit Umbrüchen in Kirchengemeinden befasst. Der Kirchenpräsident der EKHN, Volker Jung, bezeichnete Eva Renate Schmidt als „Pionierin der Gemeindeberatung in Deutschland“.
Am 1. Juni 1992 ging Eva Renate Schmidt in den Ruhestand. Sie lebte zuletzt  am Lago Maggiore in Italien. Am 13. Januar 2022 starb sie.

## Auszeichnungen
1992 wurde Eva Renate Schmidt die Ehrendoktorwürde der Universität Bern verliehen.

## Publikationen
- mit Ingrid Adam: Umgang mit Zeit. Gemeindeberatung. Ergänzungsheft. Burckhardthaus-Laetare-Verlag, Gelnhausen/Offenbach/Berlin und Christophorus-Verlag, Freiburg im Breisgau 1978, ISBN 3-76643058-0.
- mit Ingrid Adam: Theologie und Gruppendynamik. In: Klaus Lubkoll (Hrsg.): Gruppendynamik und Theologie. Evangelische Zentralstelle für Weltanschauungsfragen. Arbeitstexte Nr. 17. Stuttgart VIII/1978. Online (Stand: 13. Mai 2019).
- mit Hans Georg Berg: Aufhören und Anfangen. Wechselfälle im Alltag einer Gemeinde. Burckhardthaus-Laetare-Verlag, Gelnhausen/Offenbach/Berlin 1983, ISBN 3-76649158-X.
- mit Mieke Korenhof, Renate Jost (Hrsg.): Feministisch gelesen. 2 Bände. Kreuz-Verlag, Stuttgart 1988, ISBN 3-78310909-4 und 1989, ISBN 3-78310949-3.
- mit Hans Georg Berg: Beraten mit Kontakt. Handbuch für Gemeinde- und Organisationsberatung. Burckhardthaus-Laetare-Verlag, Gelnhausen/Offenbach/Berlin 1995, ISBN 978-3-83704886-5.